# Джерело б/н (Вучкове, урочище «Петровець»)
Джерело б/н — гідрологічна пам'ятка природи місцевого значення в Україні. Розташована на території Міжгірської селищної громади Хустського району Закарпатської області, на північний захід від села Вучкове (урочище «Петровець»).

## Характеристики
Площа 0,3 га. Статус отриманий у 1984 році. Перебуває у віданні: Філія «Міжгір'я ДСЛГ» (Соймівське лісництво, кв. 114, вид. 1).
Статус присвоєно для збереження джерела мінеральної води та прилеглої до нього території. Вода вуглекисла, хлоридно-гідрокарбонатно-натрієва. Заг. мінералізація — 21,5 г/л. Мікроелементи — марганець, нікель, метаборна кислота. Для лікування захворювань травної системи.
Джерело водночас є гейзером. Майже кожні 2 години (залежить від різних обставин та пори року) вода з джерела вибивається на висоту 4-6 метри. Тривалість цього явища становить близько 10 хвилин.